# Störfall-Verordnung
Die Störfall-Verordnung (12. BImSchV) dient der Verhinderung von Störfällen und der Begrenzung von Störfallauswirkungen.
Die 12. BImSchV findet Anwendung auf Betriebsbereiche, die aus genehmigungs- und nicht-genehmigungs-bedürftigen Anlagen bestehen können. Entscheidend allein ist die Menge der gefährlichen Stoffe aus der Stoffliste im Anhang I der 12. BImSchV. Durch die unterschiedlichen Mengenschwellen der gefährlichen Stoffe und die Vielzahl der Bestimmungen zur Anwendung ist es für die Betreiber häufig schwierig, zu entscheiden, ob sie diesen Vorschriften unterliegen. Um das Risiko bei Stoffgemischen, komplexen Anlagen und Produktionsstätten (z. B. in der Chemischen Industrie) abschätzen zu können, enthält die 12. BImSchV in Anlage I Nr. 5 eine Berechnungsformel, mit der die unterschiedlichen Gefährdungsklassen entsprechend berücksichtigt werden.
Zu den Pflichten der Betreiber gehören neben den Maßnahmen zur Verhütung von Störfällen und zur Begrenzung der Auswirkungen möglicher Störfälle (§§ 3–5 12. BImSchV) auch die Erstellung von Sicherheitsberichten, Alarm- und Gefahrenabwehrplänen und die Information der Öffentlichkeit (§§ 6–12 12. BImSchV). Auch den Behörden werden durch die Verordnung Pflichten auferlegt (§§ 13–16 12. BImSchV).
Mit der Neubekanntmachung vom 8. Juni 2005 wurden die Änderungen der Seveso-II-Richtlinie in deutsches Recht umgesetzt. Es sind aber auch deutsche Besonderheiten, die über die Seveso-II-Richtlinie hinausgingen, wieder entfernt worden. Mit Wirkung vom 1. Juni 2015 ist die Seveso-II-Richtlinie außer Kraft getreten und wurde durch die Richtlinie 2012/18/EU, umgangssprachlich auch Seveso-III-Richtlinie oder Störfall-Richtlinie genannt, ersetzt.